# NGC 6397

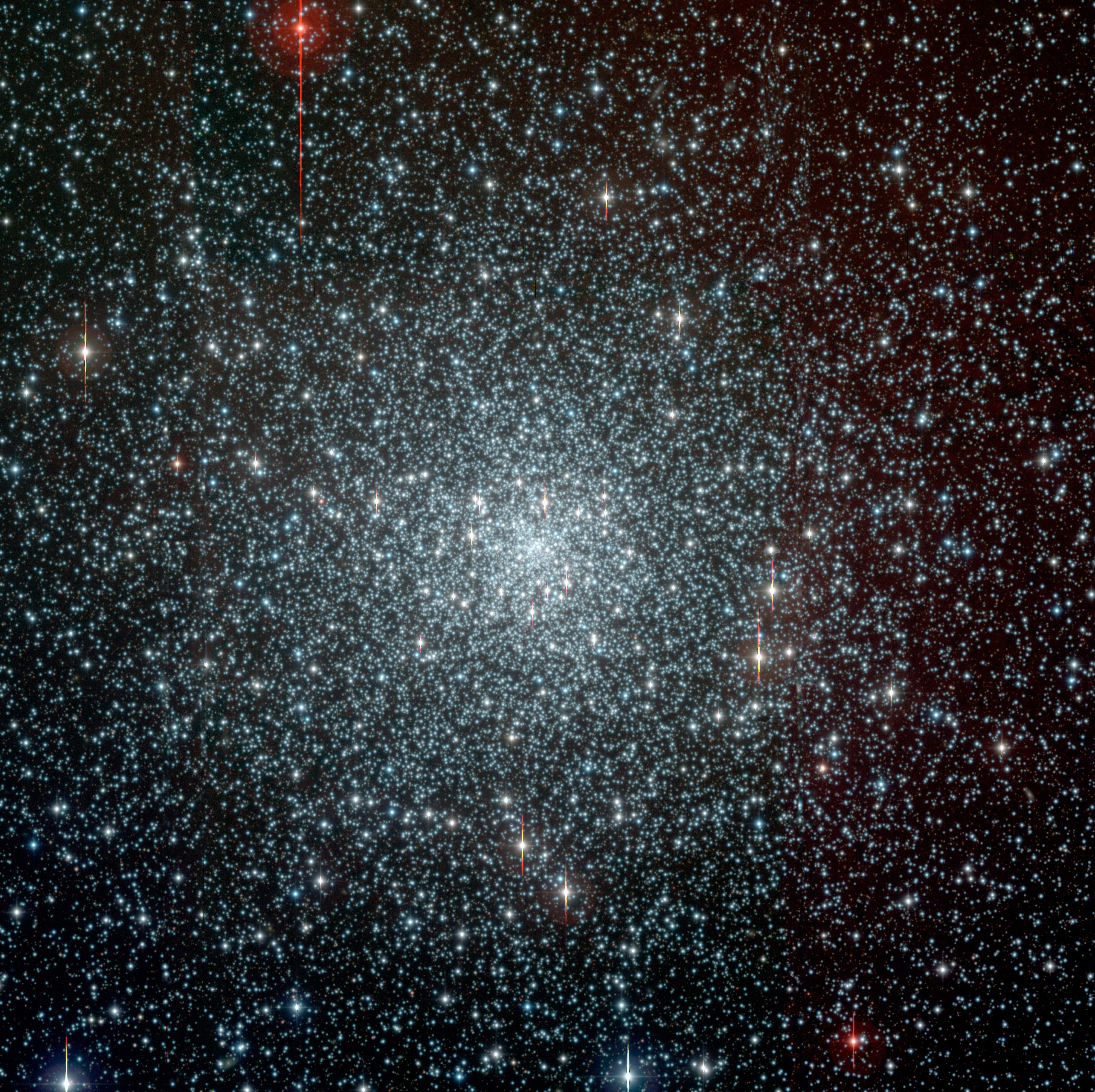
NGC 6397

NGC 6397 is een bolvormige sterrenhoop in het sterrenbeeld Altaar, die in 1751 werd ontdekt door de Franse astronoom Nicolas Louis de Lacaille.
De sterrenhoop ligt ongeveer 7800 lichtjaar van de Aarde verwijderd. Het cluster bevat ongeveer 400.000 sterren en kan onder goede omstandigheden met het blote oog worden waargenomen. NGC 6397 is een van de bolvormige sterrenhopen van de Melkweg die een kerninstorting hebben doorgemaakt.

## Synoniemen
- GCL 74
- ESO 181-SC4